# Плита Кула
Плита Кула — древняя океаническая литосферная плита. В течение позднего мела плита Кула смещалась к северу, с юга её толкала Тихоокеанская плита. Плита Кула целиком погрузилась (вместе с северной окраиной Тихоокеанской плиты, не менее 7000 км по длине) под Северо-Американскую плиту в прото-Алеутский жёлоб.
На рисунках приведены реконструкции срединных хребтов и движения плит в Тихом океане в различные периоды. 